# مجموعة هوالو الصينية
مجموعة هوالو الصينية ( Chinese ) هي شركة تصنيع إلكترونيات صينية مملوكة للدولة ومقرها في داليان، لياونينغ. أُسست في داليان في 17 يونيو 1992، برأس المال المشترك المخصص لتسع شركات مسجلات فيديو في جميع أنحاء البلاد. لقد ولدت بغرض بناء صناعة مسجلات الفيديو في الصين.
بلغ صافي إيراداتها في عام 2006 659.8 مليون دولار أمريكي واحتلت المرتبة رقم 43 في قائمة شركات الإلكترونيات الصينية المصنفة على هذا الرقم. 
وفي عام 2021، وصفت جريدة جنوب الصين الصباحية الشركة بأنها "أحد الأصول المهمة لبكين".